# مارك ليستر
مارك ليستر (بالإنجليزية: Mark Lester)‏ هو ممثل بريطاني، ولد في 11 يوليو 1958 في المملكة المتحدة.

## أعمال

### أفلام
- (1966) فهرنهايت 451[6]
- (1968) أوليفر![7]

## وصلات خارجية
- مارك ليستر على موقع IMDb (الإنجليزية)
- مارك ليستر على موقع ألو سيني (الفرنسية)
- مارك ليستر على موقع ميوزك برينز (الإنجليزية)
- مارك ليستر على موقع تيرنر كلاسيك موفيز (الإنجليزية)
- مارك ليستر على موقع أول موفي (الإنجليزية)
- مارك ليستر على موقع قاعدة بيانات الأفلام السويدية (السويدية)
- مارك ليستر على موقع إن إن دي بي (الإنجليزية)
- مارك ليستر على موقع قاعدة بيانات الفيلم (الإنجليزية)
- مارك ليستر على موقع كينوبويسك (الروسية)